# Drukpa Kagyu
Drukpa Kagyu (tiếng Dzongkha: འབྲུག་པ་བཀའ་བརྒྱུད), hay đơn giản là Drukpa hoặc "Thiên Long phái" là một nhánh của trường phái Kagyu của Phật giáo Tây Tạng. Dòng truyền thừa này được Tsangpa Gyare (1161–1211) thành lập ở vùng Tsang của Tây Tạng, sau đó được lan truyền ra các vùng như Ladakh và Bhutan.
Dưới dòng truyền thừa Drukpa còn có nhiều trường phái nhỏ hơn, điển hình là trường phái Đông Kham và trường phái Trung Drukpa - từng nở rộ tại Ladakh và các khu vực phụ cận. Drukpa Kagyu còn là trường phái Phật giáo chính tại Bhutan, nơi nó được coi là quốc giáo.

## Lịch sử
Truyền thừa Drukpa được thành lập ở vùng Tsang của Tây Tạng bởi Tsangpa Gyare (1161–1211), một học trò của Ling Repa, người đã thông thạo các thực hành Kim Cương thừa về đại ấn và Sáu pháp Yoga của Naropa ngay từ khi còn nhỏ. Với tư cách là một tertön hay "người tìm kiếm các thánh tích tâm linh", ông đã khám phá ra bản văn Sáu Vị Bình Đẳng, trước đó đã được Rechung Dorje Drakpa, học trò của Milarepa, cất giấu. Trong một chuyến hành hương, Tsangpa Gyare và các đệ tử của ông đã chứng kiến một bộ chín con rồng (tiếng Tây Tạng: druk) ầm ầm từ trái đất và vào bầu trời, khi những bông hoa rơi xuống khắp mọi nơi. Từ sự kiện này, họ đặt tên cho giáo phái của mình là Drukpa.
Cũng quan trọng trong dòng truyền thừa là guru gốc của Tsangpa Gyare, Ling Repa và guru của ông, Phagmo Drupa Dorje Gyalpo, người lại là đệ tử chính của Gampopa cũng như Dampa Sumpa, một trong những đệ tử chính của Rechung Dorje Drakpa.
Một đệ tử nổi bật của cháu trai của Tsangpa Gyare, Onre Darma Sengye, là Phajo Drugom Zhigpo (1208–1276), người vào năm 1222 đã thiết lập giáo lý Drukapa Kagyu ở các thung lũng phía tây Bhutan.